# Олекма (селище)
Олекма (рос. Олёкма) — селище у Тиндинському районі Амурської області Російської Федерації. Розташоване на території українського історичного та етнічного краю Зелений Клин.
Входить до складу муніципального утворення Олекминська сільрада. Населення становить 462 особи (2018).
Населений пункт, як і загалом увесь Тиндинський район, прирівняний до регіонів Крайньої півночі Росії.

## Історія
З 1934 року село увійшло до складу новоутвореної Зейської області. В 1937-1948 роках село належало до Читинської області. Відтак, 2 серпня 1948 року увійшло до складу Амурської області.
З 1 січня 2006 року органом місцевого самоврядування є Олекминська сільрада.